# Dan Nwaelele
Onyenma Daniel Nwaelele (Oklahoma City, 5 marzo 1984) è un ex cestista statunitense con cittadinanza nigeriana, professionista in NBDL e in Europa.